# Decabrismo

I decabristi riuniti in piazza del Senato a San Pietroburgo, nel 1825. Quadro di Karl Kolman.

Con il termine decabristi (dal nome russo декабристы, dekabristy, da декабрь, dekabr', che significa "dicembre") si intende indicare in senso lato tutti i membri delle società segrete (persone che appartenevano comunque alla nobiltà e alla borghesia del tempo) che prepararono il moto di rivolta nel dicembre del 1825, detto appunto "moto decabrista", e che ebbe il suo fulcro nell'allora capitale San Pietroburgo.
L'insurrezione decabrista (in russo Восстание декабристов?) si svolse il 14 dicembre 1825 (il 26 secondo il calendario gregoriano) nella Russia imperiale. Alcuni ufficiali dell'esercito imperiale, appartenenti a società segrete (massoneria su tutte), guidarono circa 3000 soldati in un tentativo di rivoluzione per attuare in Russia un'economia liberale, e disfarsi dell'assolutismo col quale l'Impero era stato governato fino a quel momento, lottando anche contro lo stato di polizia e la censura. Questa rivolta ebbe luogo in piazza del Senato di San Pietroburgo, quella stessa che, nel 1925, per ricordare il centenario dall'evento, sarebbe stata rinominata con il nome di piazza dei Decabristi (in russo Площадь Декабристов?, Ploščad' Dekabristov) stessa sorte toccata all'isola dei Decabristi.
La rivolta fu repressa dallo zar Nicola I di Russia in persona, che era già a conoscenza del fatto che le truppe si stavano ammassando nella piazza. Le sue guardie erano già preparate a circondare i ribelli, dato anche il dilettantismo e l'approssimazione con cui le operazioni erano state preparate e organizzate. I principali organizzatori vennero impiccati, molti degradati dal loro ruolo nell'esercito, mentre circa 600 persone furono esiliate e condannate ai lavori forzati in Siberia e zone limitrofe, ai tempi regioni relativamente arretrate, nelle quali portarono  cultura e progresso educativo e dove ancor oggi sono molto stimati e godono di alta reputazione. La loro condizione di deportati, insieme a quella degli appartenenti ai gruppi rivoluzionari nichilisti e socialisti, fu magistralmente descritta dal romanzo Resurrezione scritto da Lev Tolstoj. Maggiore rappresentante intellettuale del movimento fu il poeta Aleksandr Puškin. Tuttavia, è significativo che pur essendo molto vicino ai capi delle organizzazioni decabriste e pur aspirando ad entrare in una delle organizzazioni, non fu accolto in nessuna branca di esse.
Il movimento decabrista fu il primo movimento rivoluzionario pienamente cosciente della storia, il cui programma sociale arrivò fino a richiedere l'abolizione della servitù della gleba e politicamente la fondazione di uno stato repubblicano o almeno una costituzione. Queste idee e concetti liberali e socialisti s'erano venuti diffondendo fino dall'inizio del XIX secolo, inizialmente solo in società segrete e gruppi ristretti. Ruolo molto importante in questo sviluppo lo avevano avuto gli ufficiali napoleonici arrivati in Russia durante le guerre rivoluzionarie francesi, durante le quali anche molti ufficiali russi erano stati impegnati nelle campagne in Europa occidentale.

## Gli avvenimenti
Alla morte dello zar Alessandro I (1º dicembre 1825), la guardia reale giurò fedeltà al granduca Costantino, che però abdicò e fu sostituito da Nicola, con il risultato di causare una situazione di temporaneo caos nella capitale. Società segrete si riunivano per evitare che il giuramento a Nicola venisse portato a termine anche dagli altri comandanti dell'esercito. Tutti questi sforzi culminarono poi negli eventi del 14 dicembre.
In quel giorno, infatti, un manipolo d'ufficiali al comando di circa 3000 uomini si riunì nella piazza del Senato, dove si rifiutarono di giurare lealtà al nuovo zar Nicola I, appunto, proclamandosi nel contempo fedeli all'idea di una costituzione russa. Mentre attendevano d'essere raggiunti dalle truppe che stazionavano a San Pietroburgo, Nicola raccolse le sue guardie e li attaccò con l'artiglieria: ciò concluse la prima parte della rivolta. I capi dell'insurrezione, in molti casi appartenenti all'alta aristocrazia, elessero il principe Sergej Trubeckoj dittatore ad interim e cominciarono a marciare verso la piazza, seguiti dai loro subordinati. La rivolta proseguiva, nonostante i problemi logistici e di comunicazione tra i capi e l'esercito coinvolto nella sommossa: esempio ne sia il fatto che i soldati venivano invitati a inneggiare a "Costantino e costituzione", ma, alle domande sul significato di ciò, rispondevano che a loro avviso "costituzione" doveva essere la moglie di Costantino. Questa potrebbe essere anche solo una diceria, dal momento che, in una missiva al generale Levašev, Kachovskij affermava:
Quando poi Trubeckoj non si presentò in piazza, Nicola inviò il conte Michail Miloradovič, un eroe militare molto rispettato dai suoi sottoposti, per riportare la pace tra i ribelli. La cosa non ebbe effetti positivi: il conte fu ucciso da un colpo d'arma da fuoco da Kachovskij.
Mentre una delle due società segrete di San Pietroburgo s'affannava per arrivare preparata alla data decisa per la rivolta, l'altra subì un duro colpo, con l'arresto di uno dei capi (Pestel) accusato di tradimento il 13 dicembre: la notizia dell'insuccesso nella capitale giunse comunque dopo due settimane e nel frattempo altri capi erano stati arrestati. I membri della società segreta e di un altro gruppo nazionalistico discussero dell'opportunità o meno di agire come concordato: essendo i nazionalisti venuti a conoscenza del luogo dove erano rinchiusi alcuni degli arrestati, li liberarono con un'azione di forza.

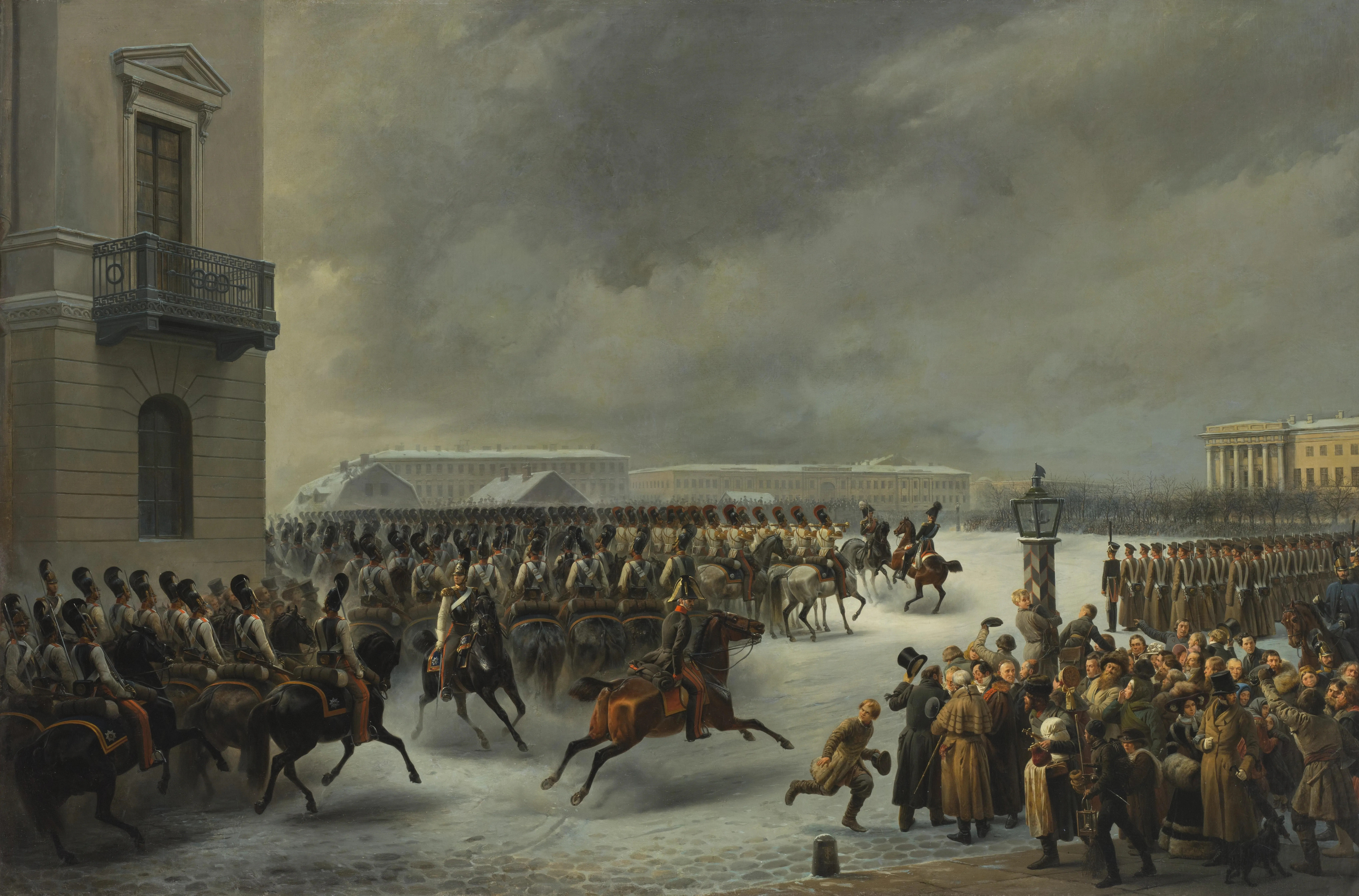
La rivolta in un'opera di Vasily Timm.

Il comando delle azioni fu quindi preso da Sergej Murav'ëv-Apostol, uno degli arrestati, che riuscì a convertire alla propria causa anche i soldati di Vasilkov e li portò facilmente a prendere possesso della città. Presto, questo piccolo esercito si trovò di fronte le forze meglio armate dello zar, con artiglieria ben carica e ordini di distruggere i ribelli.

## Repressione del movimento
Il 3 gennaio i rimanenti componenti delle varie società segrete, che non avevano preso parte all'insurrezione di San Pietroburgo, furono arrestati e portati nella capitale, dove furono rinchiusi nella fortezza di Pietro e Paolo. Dopo una prigionia di alcuni mesi, durante i quali furono interrogati, furono emesse le condanne dalla Corte penale suprema. Kachovskij, Pavel Pestel', Kondratij Ryleev, Murav'ëv-Apostol e Michail Bestužev-Rjumin furono condannati alla pena capitale tramite impiccagione, mentre gli altri furono esiliati assieme alle famiglie in Siberia.
L'impiccagione fu eseguita nella fortezza Pietro e Paolo all'alba del 25 luglio. A tre di essi, Ryleev, Kachovskij e Murav'ëv-Apostol avvenne che il collo scivolò fuori dalle corde ed essi caddero nel fondo del fossato. Murav'ëv-Apostol fu inteso dire dall'ufficiale Steingel: «Mio Dio, in questo paese non sanno neanche impiccare la gente». La seconda impiccagione riuscì e i cinque cadaveri furono sepolti la notte sull'isola Golodaj, dal 1926 chiamata isola dei Decabristi.
Numerosi personaggi della cultura e della politica furono sospettati di essere stati a conoscenza dei piani dell'organizzazione decabrista e dei loro piani clandestini: Puškin, Aleksandr Griboedov e Aleksej Ermolov sono tra i più noti simpatizzanti. Molte mogli e famiglie seguirono i congiunti all'est; in russo, l'espressione «moglie di un decabrista» è simbolo di devozione al marito.

## L'intellighenziae il decabrismo

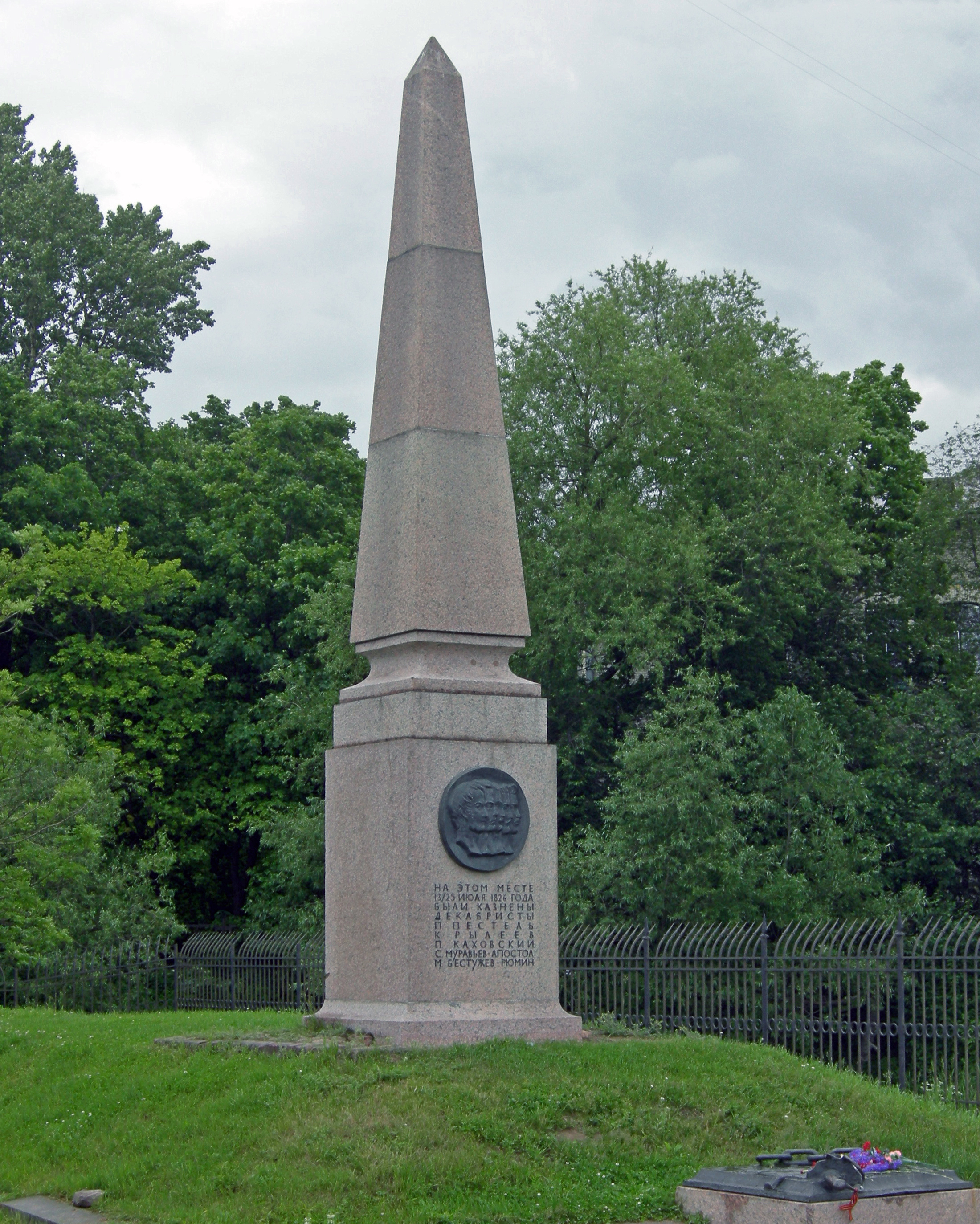
Monumento ai decabristi sul luogo dell'esecuzione.

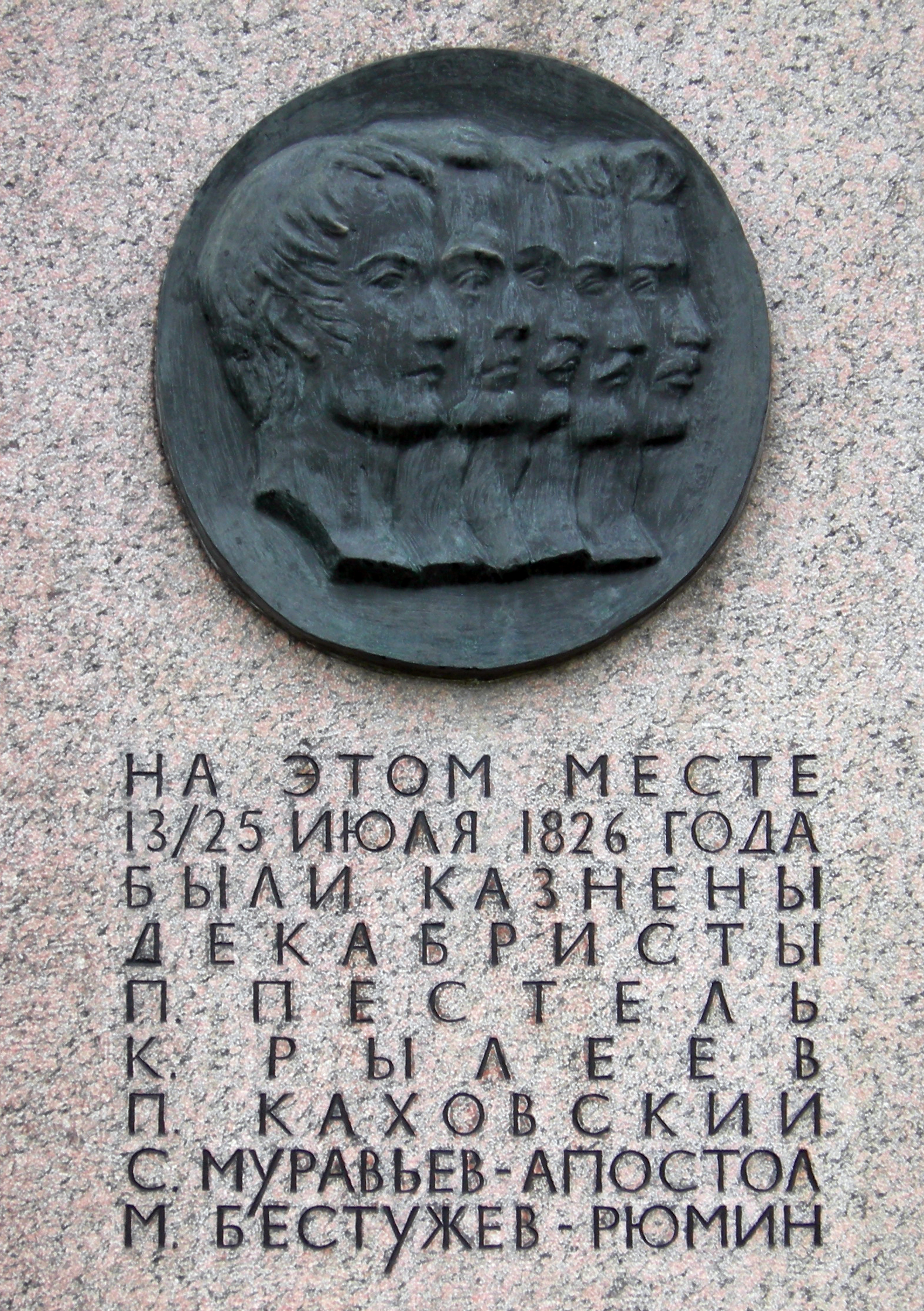
Particolare del monumento.

Il sommovimento che portò alla rivolta decabrista era nato nell'aristocrazia russa all'inizio del XIX secolo come nuovo concetto politico e sociale tra i membri della prima generazione dell'intellighenzia sottoposta all'influenza dei pensieri liberali occidentali. Ciò li portò alla ricerca di trasformare il sistema politico russo. Ma la scissione tra la nobiltà illuminata e lo zar era inevitabile, come inevitabile fu la rivolta di dicembre, prova evidente che le idee occidentali erano state assimilate. Il fenomeno decabrista può essere letto da due punti di vista; quello del popolo e quello, opposto, delle autorità. Ovviamente convinti delle loro opinioni, i decabristi riconoscevano nel sistema autocratico il fattore di maggior ostacolo al progresso visto come libertà e rispetto dell'essere umano, lontano da quello incentrato sul sistema.
Tra le principali caratteristiche dell'intellighenzia russa di quel periodo vi è l'ambivalenza: la compassione verso il popolino, e contemporaneamente la riluttanza all'azione, ancor più evidente nella successiva generazione di russi illuminati. I "rivoltosi" definivano sé stessi prima con categorie etiche e solo in un secondo momento con quelle politiche. Sentendosi debitori verso gli strati inferiori, sentivano d'avere l'obbligo morale di ripagare il debito e passarono questa idea alle successive generazioni, assieme al pressante desiderio di liberare il popolo e, allo stesso momento, spingere lo stato verso il progresso; sentivano il dovere di essere un cuscinetto sociale e ammortizzare gli urti sociali tra coloro che erano loro inferiori e coloro che erano invece sopra di loro.
Il punto centrale del decabrismo, della rivolta e le ripercussioni seguenti causarono modifiche notevoli nel campo culturale: la cultura precedente, che esisteva da secoli, basata sulle tradizioni e sui valori consueti, era stata completamente messa in discussione.

## I volti della sommossa

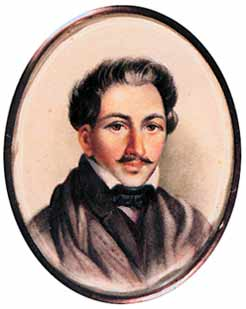
Ritratto di Kachovskij
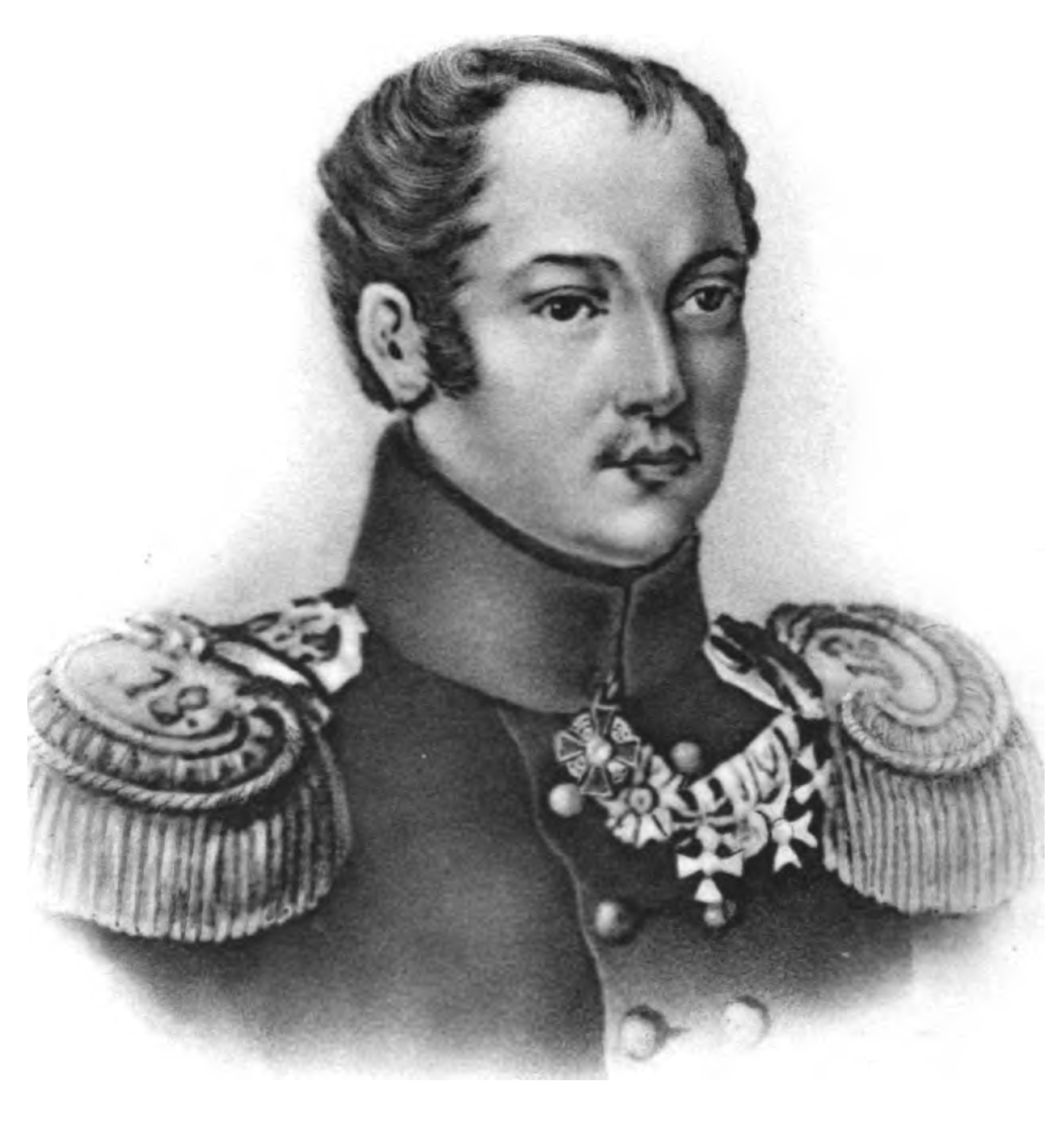
Ritratto di Pestel'
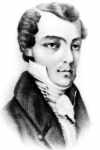
Ritratto di Ryleev
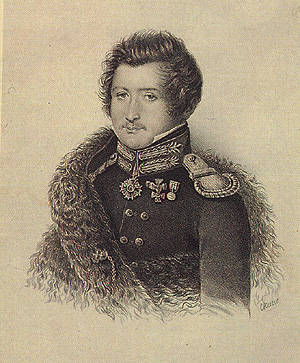
Ritratto di Murav'ëv-Apostol
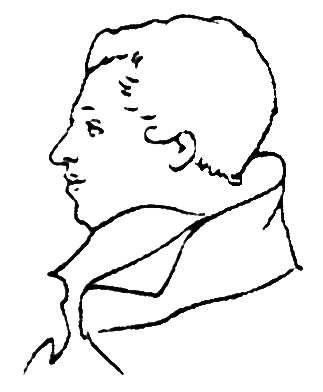
Ritratto di Bestužev-Rjumin
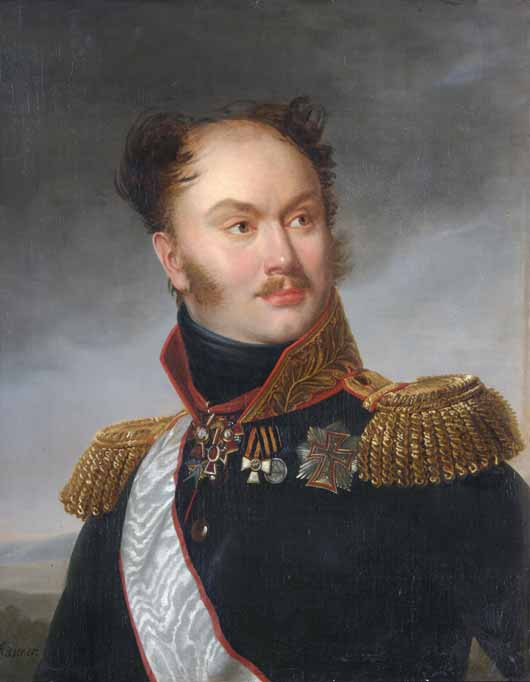
Ritratto di Orlov
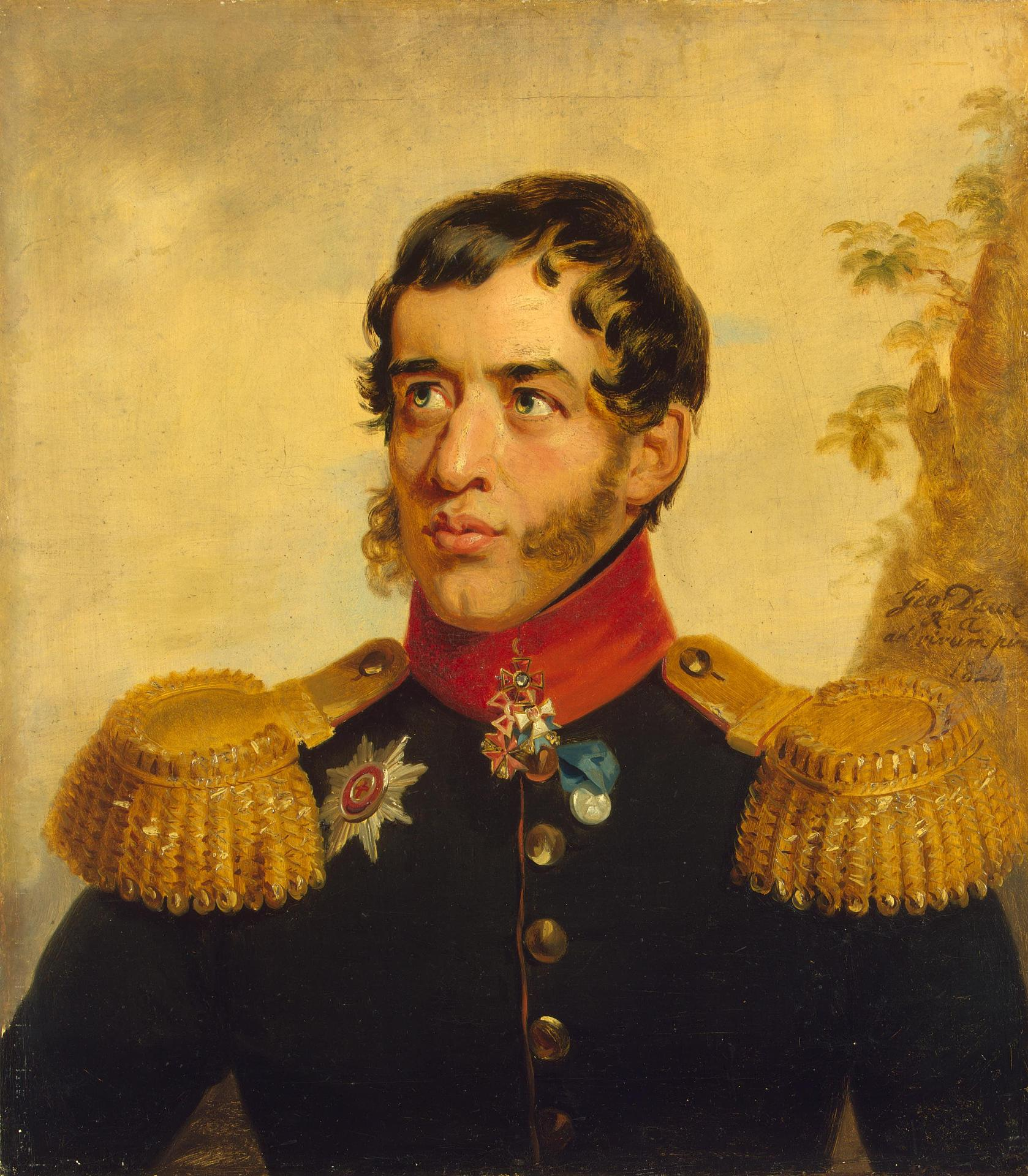
Ritratto di Volkonskij
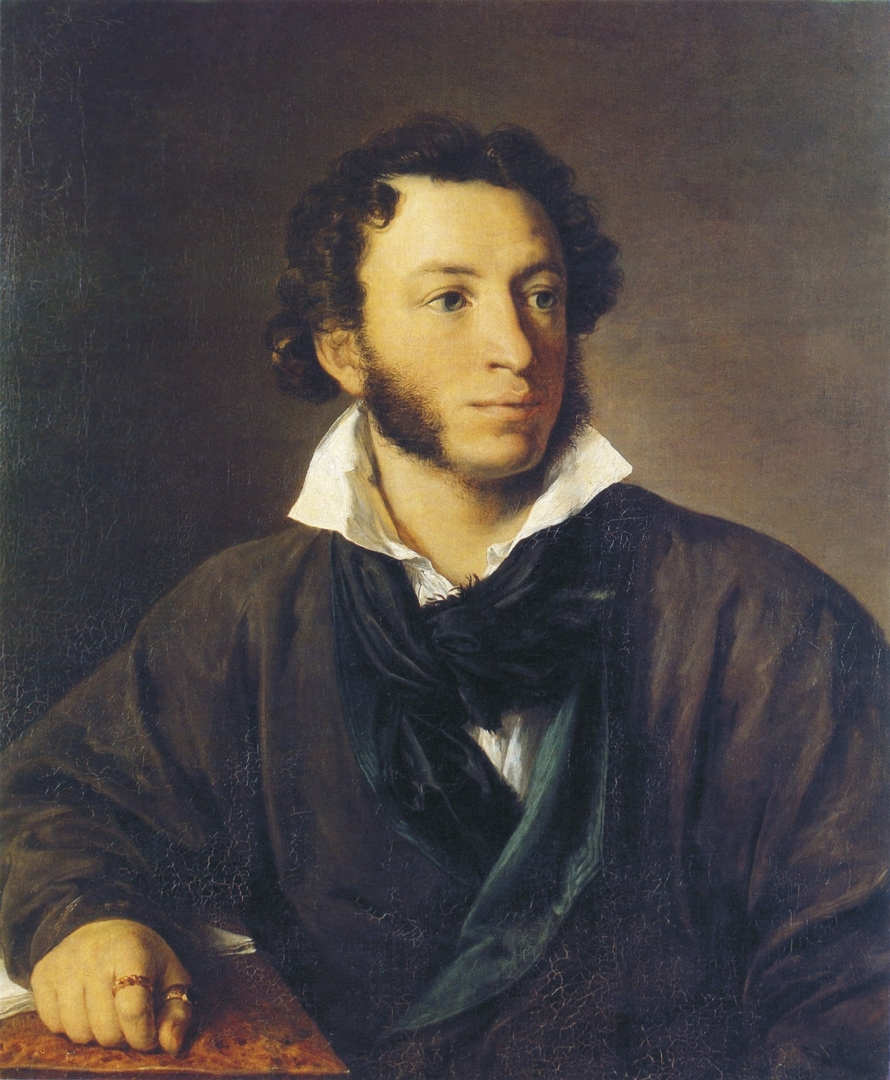
Ritratto di Puškin
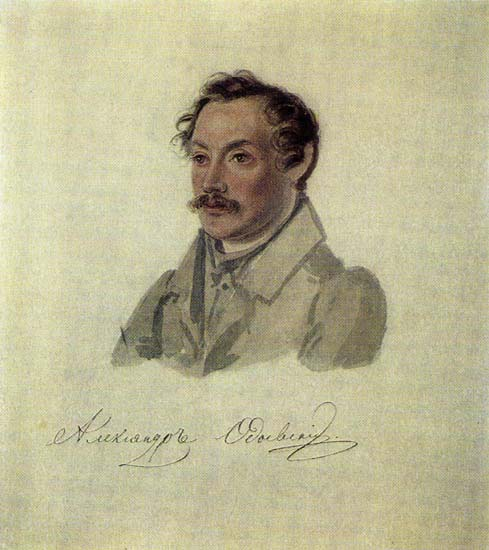
Ritratto di Odoevskij